# Dómaldr

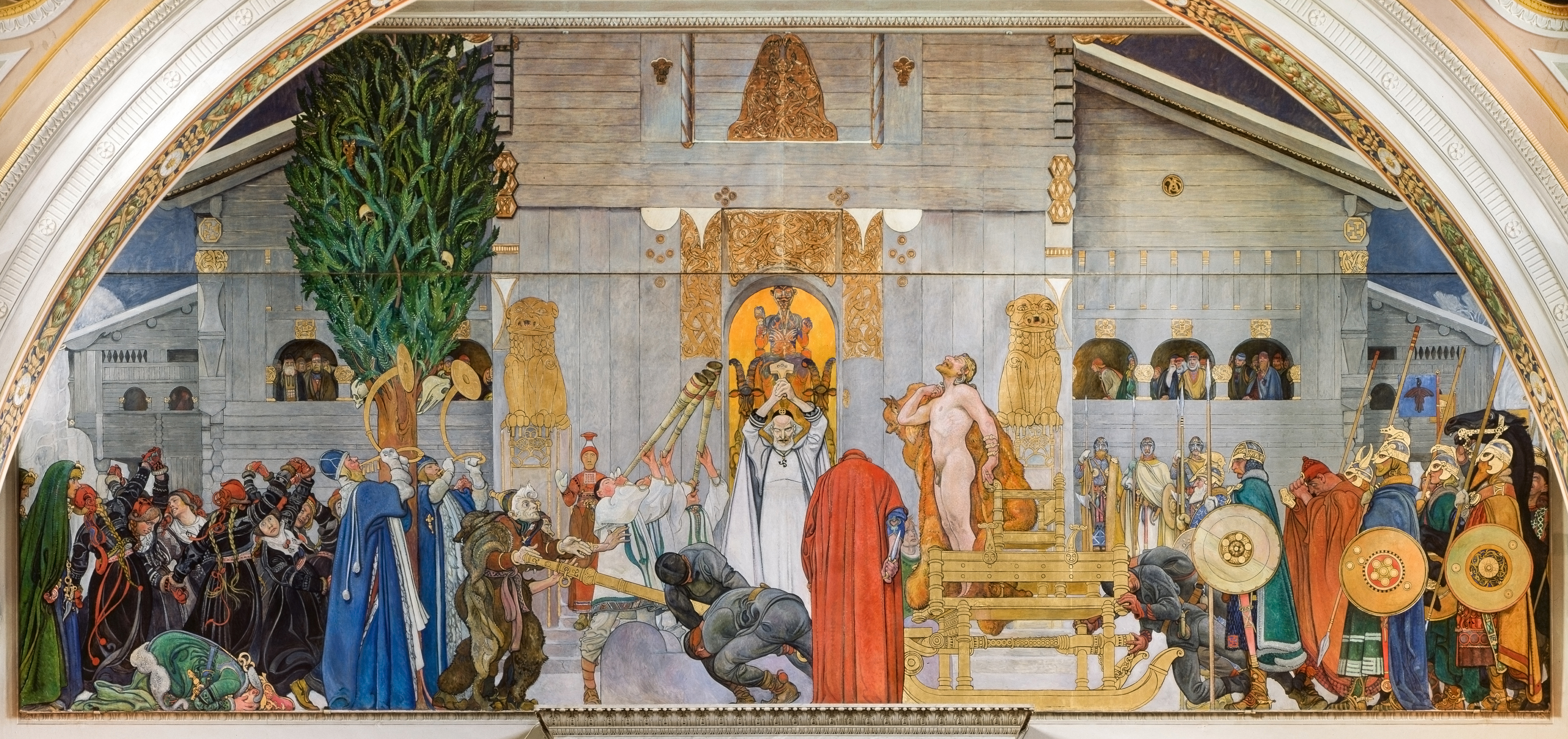
Midvinterblot, koning Dómaldr wordt in het openbaar geofferd, Carl Larsson (1915).

Dómaldr, ook wel Domalde of Dómaldi genoemd, was volgens Noordse mythologische saga's een Zweedse koning uit het huis Ynglinge en de zoon van Visburr. 
Volgens de Ynglingatal en de Heimskringlasaga van de middeleeuwse schrijver Snorri Sturluson werd koning Dómaldr vermoord en geofferd om de voedseltekorten te bezweren. In zijn tijd had het land te maken met hongersnood en rampen. De eerste herfst offerden de Zweden (ook wel de Svearen) ossen, maar dit mocht niet baten. De volgende herfst offerden ze mensen (mogelijk slaven). De derde herfst kwamen de stamhoofden bijeen en vonden ze dat het de schuld van Dómaldr was. Dus ze namen hem gevangen en vermoordden hem.
Het offeren van Dómaldr vormde in het begin van de 20e eeuw de basis voor het schilderij Midvinterblot (Midwinteroffer) van de Zweedse kunstenaar Carl Larsson.